# Nora Gjakova
Nora Gjakova (Peć, 17 de agosto de 1992) es una deportista kosovar que compite en judo. Su hermano Akil compite en el mismo deporte.
Participó en dos Juegos Olímpicos de Verano, en los años 2016 y 2020, obteniendo una medalla de oro en Tokio 2020, en la categoría de –57 kg. En los Juegos Europeos consiguió dos medallas, plata en Minsk 2019 y bronce en Bakú 2015.
Ganó una medalla de bronce en el Campeonato Mundial de Judo de 2021 y siete medallas en el Campeonato Europeo de Judo entre los años 2015 y 2023.
Fue la abanderada de Kosovo en la ceremonia de apertura de los Juegos Olímpicos de París 2024 junto con su hermano Akil.

## Palmarés internacional
| Juegos Olímpicos   | Juegos Olímpicos      | Juegos Olímpicos  | Juegos Olímpicos |
| Año                | Lugar                 | Medalla           | Categoría        |
| ------------------ | --------------------- | ----------------- | ---------------- |
| 2020               | Tokio (Japón)         | Medalla de oro    | –57 kg           |
| Campeonato Mundial |                       |                   |                  |
| Año                | Lugar                 | Medalla           | Categoría        |
| 2021               | Budapest (Hungría)    | Medalla de bronce | –57 kg           |
| Juegos Europeos    |                       |                   |                  |
| Año                | Lugar                 | Medalla           | Categoría        |
| 2015               | Bakú (Azerbaiyán)     | Medalla de bronce | –57 kg           |
| 2019               | Minsk (Bielorrusia)   | Medalla de plata  | –57 kg           |
| Campeonato Europeo |                       |                   |                  |
| Año                | Lugar                 | Medalla           | Categoría        |
| 2015               | Bakú (Azerbaiyán)     | Medalla de bronce | –57 kg           |
| 2016               | Kazán (Rusia)         | Medalla de bronce | –57 kg           |
| 2017               | Varsovia (Polonia)    | Medalla de bronce | –57 kg           |
| 2018               | Tel Aviv (Israel)     | Medalla de oro    | –57 kg           |
| 2019               | Minsk (Bielorrusia)   | Medalla de plata  | –57 kg           |
| 2021               | Lisboa (Portugal)     | Medalla de bronce | –57 kg           |
| 2023               | Montpellier (Francia) | Medalla de bronce | –57 kg           |